# Basílica de la Santíssima Anunciada (Florència)
La Basílica de la Santíssima Anunciada (en italià: Basilica della Santissima Annunziata), és una basílica menor de l'Església catòlica a la ciutat italiana de Florència. És la casa mare de l'Orde dels Servites. És al cantó nord-est  de la Plaça de la Santíssima Anunciada.

## Història
Aquest temple es va fundar l'any 1250 pels set fundadors de l'Orde dels Servites. L'any 1252, una pintura de l'Anunciació, que un dels monjos havia començat, segons la llegenda hauria sigut completada per un àngel. Aquesta pintura es va fer tan famosa que el 1444 la familia Gonzaga de Màntua finançà un templet especial. El 1469, els Gonzaga van encarregar l'obra a l'arquitecte Leon Battista Alberti (1404-1472).

## Art i arquitectura en els claustres
El Chiostrino dei Voti va ser dissenyat per Michelozzo. És cobert de frescos entre d'altres pintats per Antonio di Donnino del Mazziere (?—1547).
| Lloc                           | Obra                         | Data    | Pintor              |
| ------------------------------ | ---------------------------- | ------- | ------------------- |
| 1.º R                          | Assumpció                    | 1517    | Rosso Fiorentino    |
| 2.º R                          | Visitació                    | 1516    | Pontormo            |
| 3.º R                          | Noces de la Verge            | 1513    | Franciabigio        |
| 4.º R                          | El naixement de la Verge     | 1513-4  | Andrea del Sarto    |
| 5.º R                          | El viatge dels Reis          | 1511    | Andrea del Sarto    |
| 1.º-5.º L                      | Vida de Sant Filippo Benizzi | 1509-10 | Andrea del Sarto    |
| 6.º L                          | Vida de Sant Filippo Benizzi | 1476    | Cosimo Rosselli     |
| Just a l'esquerra de l'entrada | Nativitat                    | 1460-2  | Alesso Baldovinetti |
|                                |                              |         |                     |